# Ong nhện

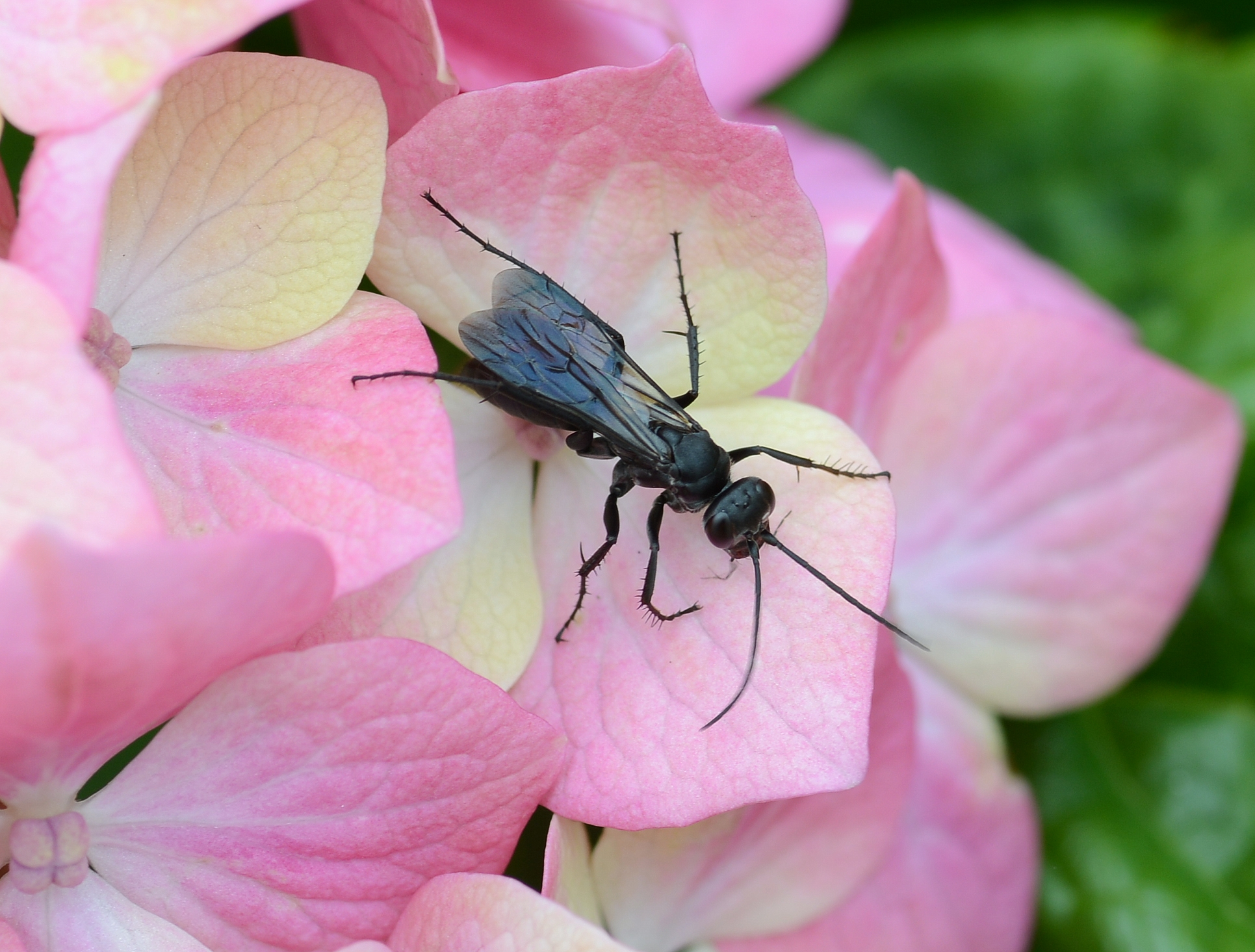
Một con ong nhện

Ong nhện là tên gọi chỉ chung cho các loài ong trong họ Pompilidae thường được gọi là ong bắp cày nhện hay ong bắp cày pompilid với khoảng 5.000 loài trong sáu phân họ. Tất cả các loài là có lối sống cô độc, và chuyên ăn thịt nhện thông qua việc chụp và đốt làm tê liệt con mồi.

## Tên gọi
Ở Nam Mỹ, loài có thể được gọi một cách thông tục là marabunta hoặc marimbondo, mặc dù những cái tên có thể được áp dụng chung cho bất kỳ con ong châm chích rất lớn. Một số nơi ở Venezuela và Colombia, nó được gọi là matacaballos, hoặc "kẻ giết ngựa", trong khi ở Brazil một số loài đặc biệt lớn hơn của các loại marimbondo chung có thể được gọi Fecha-goela.

## Đặc điểm
Pompilids thường có một cơ thể mảnh mai với chân dài, gai và xương đùi chân sau thường là đủ dài để đạt được qua các đỉnh của bụng. Hai phân đoạn đầu tiên của bụng được thu hẹp đặc trưng cho cái nhìn mảnh mai của cơ thể. Cơ thể pompilid thường có màu tối (đen hoặc xanh, đôi khi có ánh xạ.
Chúng sử dụng một con nhện duy nhất là một vật chủ cho ăn đối với ấu trùng của nó. Chúng làm tê liệt con nhện với một ngòi độc. Một lần bị tê liệt, con nhện được kéo đến nơi tổ sẽ được xây dựng và một quả trứng duy nhất được đặt trên bụng của nhện sau đó hang được đóng lại và ấu trùng sẽ nở ra và ăn dần ăn mòn con nhện đó để có dinh dưỡng.